# Eugen-Remus Negoi
Eugen-Remus Negoi (n. 16 noiembrie 1970, Mihai Bravu, România) este un senator român, ales în 2020 din partea USR. 